# Tiếng Hạ Sorb
Tiếng Hạ Sorb (dolnoserbšćina) là một ngôn ngữ thiểu số Slav Tây được nói ở miền đông nước Đức thuộc tỉnh lịch sử Hạ Lusatia, ngày nay thuộc Brandenburg.
Tiếng Hạ Sorb chuẩn là một trong hai ngôn ngữ Sorb văn học, ngôn ngữ còn lại là tiếng Thượng Sorb chuẩn đông người nói hơn. Dạng chuẩn văn học tiếng Hạ Sorb được phát triển vào thế kỷ 18, dựa trên một dạng phương nam của phương ngữ Cottbus. Phương ngữ được tiêu chuẩn hóa chịu ảnh hưởng bởi cấu trúc của tiếng Thượng Sorb.
Tiếng Hạ Sorb được nói ở khu vực thành phố Cottbus ở Brandenburg. Các biển hiệu trong khu vực này thường là song ngữ, và Cottbus có ngôi trường Gymnasium trong đó một ngôn ngữ được giảng dạy là tiếng Hạ Sorbia. Nó là một ngôn ngữ bị đe dọa nặng nề. Hiện nay, hầu hết người bản ngữ đều thuộc thế hệ lớn tuổi.

## Âm vị học

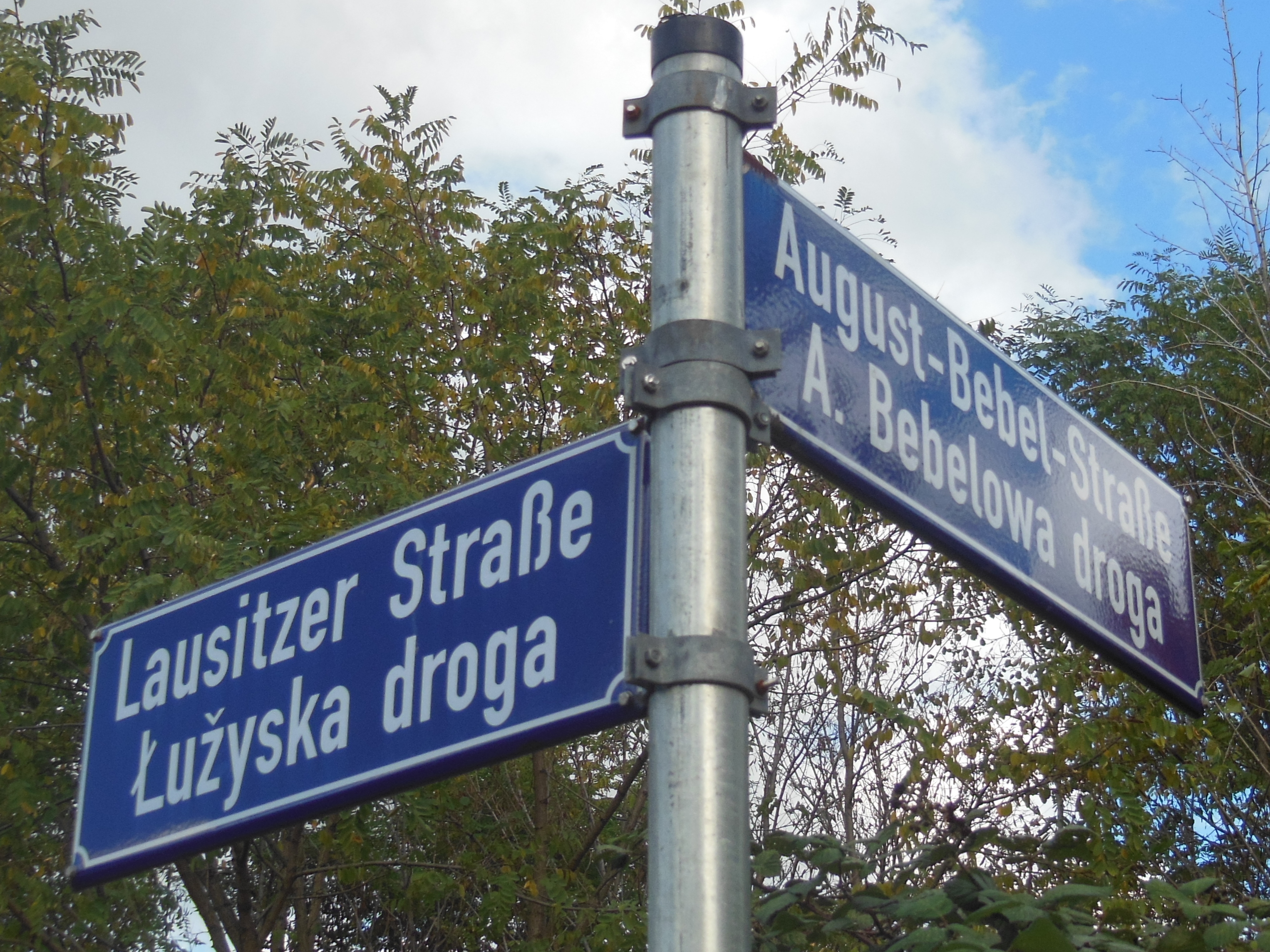
Biển hiệu đường song ngữ ở Cottbus, Đức

Âm vị học của tiếng Hạ Sorb đã bị ảnh hưởng rất nhiều bởi sự tiếp xúc với tiếng Đức, đặc biệt là ở Cottbus và các thị trấn lớn hơn. Ví dụ, cách phát âm chịu ảnh hưởng của tiếng Đức có xu hướng có âm xát lưỡi gà hữu thanh [ʁ] thay vì âm rung chân răng [r]. Ở các làng và khu vực nông thôn, ảnh hưởng của tiếng Đức ít được ghi nhận và có cách phát âm "điển hình hơn (cho một ngôn ngữ) Slav".

## Chữ viết
Bảng chữ cái tiếng Sorb dựa trên chữ viết Latinh nhưng sử dụng các dấu phụ như dấu chỉ trọng âm và caron.

### Từ điển

#### Séc-Hạ Sorbia và Hạ Sorbia-Séc
- Slovník DolnoLužická Srbština <=> eština (bằng tiếng Séc and tiếng Lower Sorbian)

#### Tiếng Đức-Hạ Sorbia
- Tiếng Đức-Niedersorbisches Worterbuch tại dolnoserbski.de (bằng tiếng Đức and tiếng Lower Sorbian)
- Korpus GENIE - GEsprochenes NIEderorbisch / Wendisch (bằng tiếng Đức and tiếng Lower Sorbian)

#### Hạ Sorbia-Đức
- Dolnoserbsko-nimske słowniki tại dolnoserbski.de] (bằng tiếng Đức and tiếng Lower Sorbian)
- Lexikalische bungen und Terminologie tại Đại học Leipzig (bằng tiếng Đức and tiếng Lower Sorbian)

Bản mẫu:Ngôn ngữ tại Đức